# Filialkirche Pribelsdorf

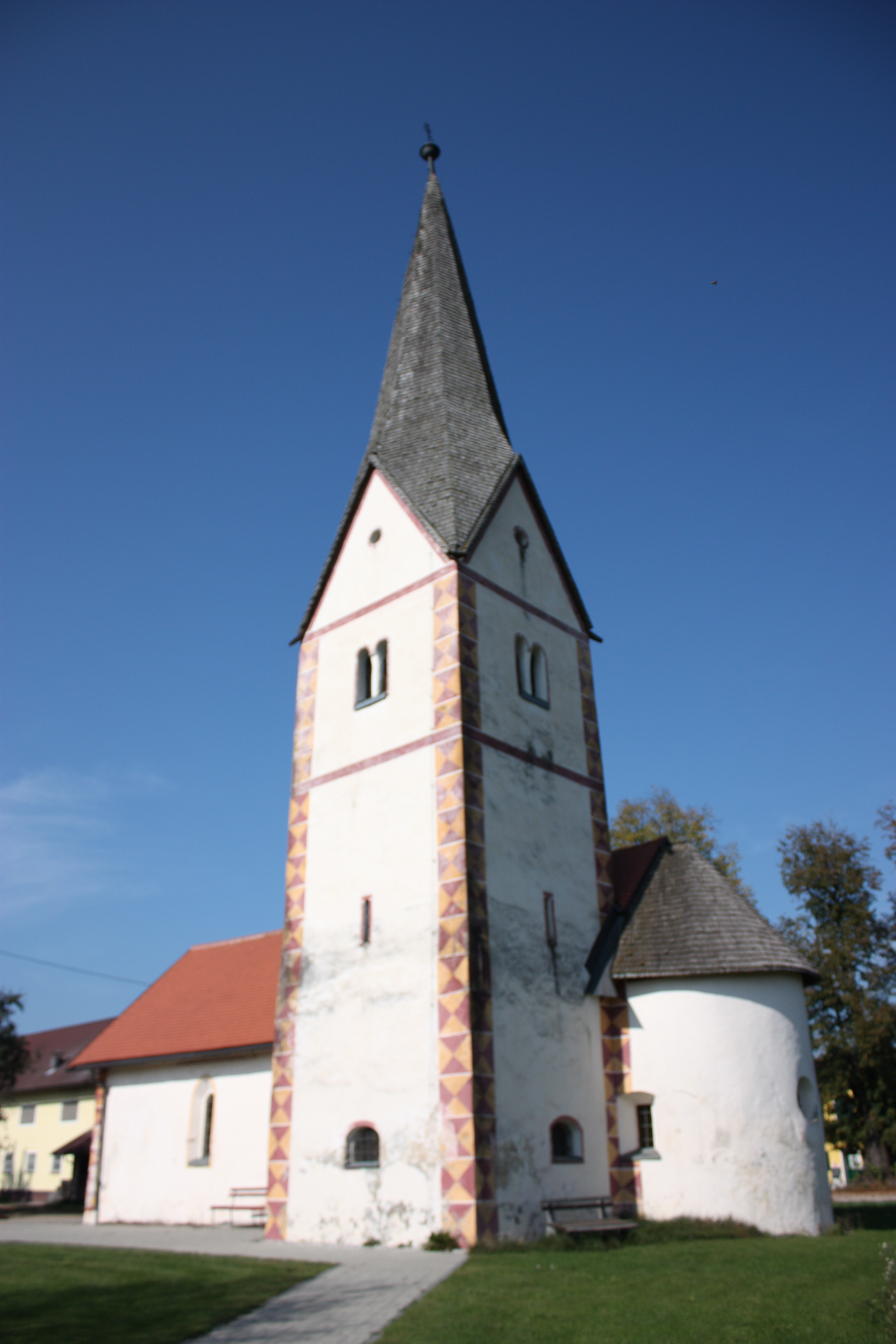

Die römisch-katholische Filialkirche Pribelsdorf in der Gemeinde Eberndorf ist dem heiligen Nikolaus geweiht. Die Kirche wurde 1106 erstmals urkundlich erwähnt. Sie gehört zur Pfarre Eberndorf.

## Baubeschreibung
Die ursprünglich romanische Kirche wurde in der Gotik, im Barock und im 19. Jahrhundert baulich verändert. Im Turm mit gekuppelten, romanischen Schallfenstern und einem Giebelspitzhelm hängt eine 1586 von Benedikt Fiering gegossene Glocke.
Im Inneren verbindet ein rundbogiger Triumphbogen das flachgedeckte, romanische Langhaus mit Spitzbogenfenstern im Süden mit dem eingezogenen Chor. Der Chor besitzt im westlichen Joch ein Kreuzgratgewölbe aus dem 17. Jahrhundert und ist sonst tonnengewölbt. Die gemauerte, dreiachsige Westempore wird von einem Kreuzgratgewölbe getragen. Die Sakristei im Turmerdgeschoß besitzt ein barockes Gewölbe.

## Wandmalereien
Der Bildstreifen aus dem 15. Jh. in halber Höhe der Rundapsis wurde 1993/94 freigelegt und stellt den auferstandenen Christus mit den Aposteln in einfacher Streifenrahmung dar. Die Malereien zeichnen sich durch die deutlich charakterisierten Gesichter aus und weisen neben Schüsselfalten, Schlängelsäumen, die typisch für den Weichen Stil sind, mit den teilweise spitz abstehenden Gewandzipfeln auch Merkmale des verblockten, weichen Stils um 1430/40 auf.
Die fragmentierte Christusfigur wird flankiert: nördlich von einer durch einen Fensterausbruch beschnittenen Apostelfigur sowie den Aposteln Matthäus mit Schwert, Thomas mit Lanze, Johannes mit Kelch, Petrus mit Buch und Schlüssel. Südlich werden ein fragmentierter Paulus mit Schwert, Andreas mit Andreaskreuz und Matthias mit Buch und Beil an einer Hellebardenstange wiedergegeben.
Die Nazarener Malereien am Tonnengewölbe des Chores entstanden im späten 19. Jahrhundert und zeigen die Verkündigung sowie die Heiligen Josef, Christophorus und Nikolaus.

## Einrichtung
Der Hochaltar mit Opfergangsportalen vom Anfang des 17. Jahrhunderts besteht aus einem Säulenretabel mit breiten Seitenteilen und einer kleinen Ädikula zwischen Voluten als Aufsatz. Der Altar ist mit Beschlagwerk und Fruchtgehängen geschmückt. In der Mitte steht die Statue des heiligen Nikolaus. Seitlich sind auf Ovalbildern die Apostelfürsten Petrus und Paulus zu sehen. Im Aufsatzbild ist die Muttergottes dargestellt.
Der linke Seitenaltar von 1667 setzt sich aus einer Ädikula auf einem kleinen Sockel und einem steilen gesprengten Dreiecksgiebel mit Bild und Knorpelwerk zusammen. Die gedrehten Säulen weisen Weinrankendekor auf. Der Altar trägt die Figur der heiligen Apollonia aus der ersten Hälfte des 18. Jahrhunderts. Das Aufsatzbild gibt den heiligen Georg wieder.
Am rechten Seitenaltar aus dem letzten Viertel des 17. Jahrhunderts stehen zwei Statuen aus der zweiten Hälfte des 17. Jahrhunderts. Sie stellen die Heiligen Leonhard und Donatus dar.